# Warburgiella perviridis
Warburgiella perviridis är en bladmossart som beskrevs av Hugh Neville Dixon och Potier de la Varde 1927. Warburgiella perviridis ingår i släktet Warburgiella och familjen Sematophyllaceae. Inga underarter finns listade i Catalogue of Life.